# 光信
光信（みつのぶ、生没年不詳）とは、江戸時代の浮世絵師。

## 来歴
師系・経歴不明。作画期は明和の頃とされ、「光信画」と落款した鈴木春信風の錦絵を残している。

## 作品
- 「遊女と鬼灯を持つ禿」　中判錦絵　ボストン美術館所蔵　※「有（あり）やなしや　ふくほうづきは　吉原（さと）呼子」の歌を画中に添える。
- 「雨中傘さし二美人」　中判錦絵
- 「風に悩む美人」　中判錦絵　東京国立博物館所蔵